# Orobanche d'Alsace
Orobanche alsatica
Espèce
Classification phylogénétique
Orobanche alsatica, l'Orobanche d'Alsace, est une espèce de plantes à fleurs de la famille des Orobanchaceae. Il s'agit d'une plante parasite de l'Ombellifère Peucedanum cervaria, présente dans les prairies et lisières forestières de sols calcaires du paléarctique.

## Taxonomie
L'espèce est décrite en premier par Frédéric Kirschleger en 1836.

### Synonymes
Orobanche alsatica a pour synonymes :
- Orobanche apiculata Griseb., 1844[1]
- Orobanche banatica Nyman, 1881[1]
- Orobanche brachysepala F.W.Schultz, 1844[1],[2]
- Orobanche cervariae var. macrosepala (F.W.Schultz) Rouy, 1909[2]
- Orobanche cervariae Kirschl. ex Suard, 1843[2]
- Orobanche cervariae Kirschl., 1835[2]
- Orobanche cervariihaerens St.-Lag., 1880[1],[2]
- Orobanche electra D.Dietr., 1842[1]
- Orobanche leucantha Rchb.f., 1862[1]
- Orobanche libanotidis Rupr., 1845[1]
- Orobanche macrosepala F.W.Schultz, 1844[1],[2]
- Orobanche minor subsp. alsatica (Kirschl.) Nyman, 1881[2]
- Orobanche peucedanophya St.-Lag., 1889[1],[2]
- Orobanche strumosa Rogow., 1855[2]
- Orobanche strumosa Rogow. ex Trautv., 1884[1]

### Sous-espèces
Il existe trois sous-espèces selon Catalogue of Life (26 décembre 2020) et Tropicos (26 décembre 2020) :
- Orobanche alsatica subsp. alsatica
- Orobanche alsatica subsp. libanotidis (Rupr.) Pusch
- Orobanche alsatica subsp. mayeri (Suess. & Ronniger) Kreutz

## Description

### Appareil végétatif
C'est une plante vivace de 15 à 50 cm de hauteur, d'aspect général jaunâtre, à tige florifère grêle, renflée à la base et dressée ; les feuilles sont réduites à des écailles.

### Appareil reproducteur
Les fleurs jaunâtre-violacées, groupées en un épi assez serré et inclinées par rapport à la tige florifère ; les sépales sont constitués de plusieurs fortes nervures à chaque lobe, contigus ou soudés entre eux en avant ; la corolle est tubuleuse, à peine campanulée, renflée ventrue à l'insertion des étamines, fauve et teintée de violet foncé au sommet ; les filets sont insérés à la base de la corolle ou à moins de 2 mm au dessus de la base ; le style est velu glanduleux. Le fruit s'ouvre par le milieu en deux valves restant adhérentes entre elles par les extrémités ; chaque fleur est accompagnée d'une bractée unique.

### Confusions possibles
La détermination des Orobanches est souvent assez difficile et doit être effectuée sur des échantillons frais ; il est nécessaire de vérifier la présence de l'hôte potentiel à proximité, même si sa présence n'est pas indispensable pour la détermination. Les risques de confusion sont surtout possibles avec Orobanche major et Orobanche bartlingii.

## Biologie

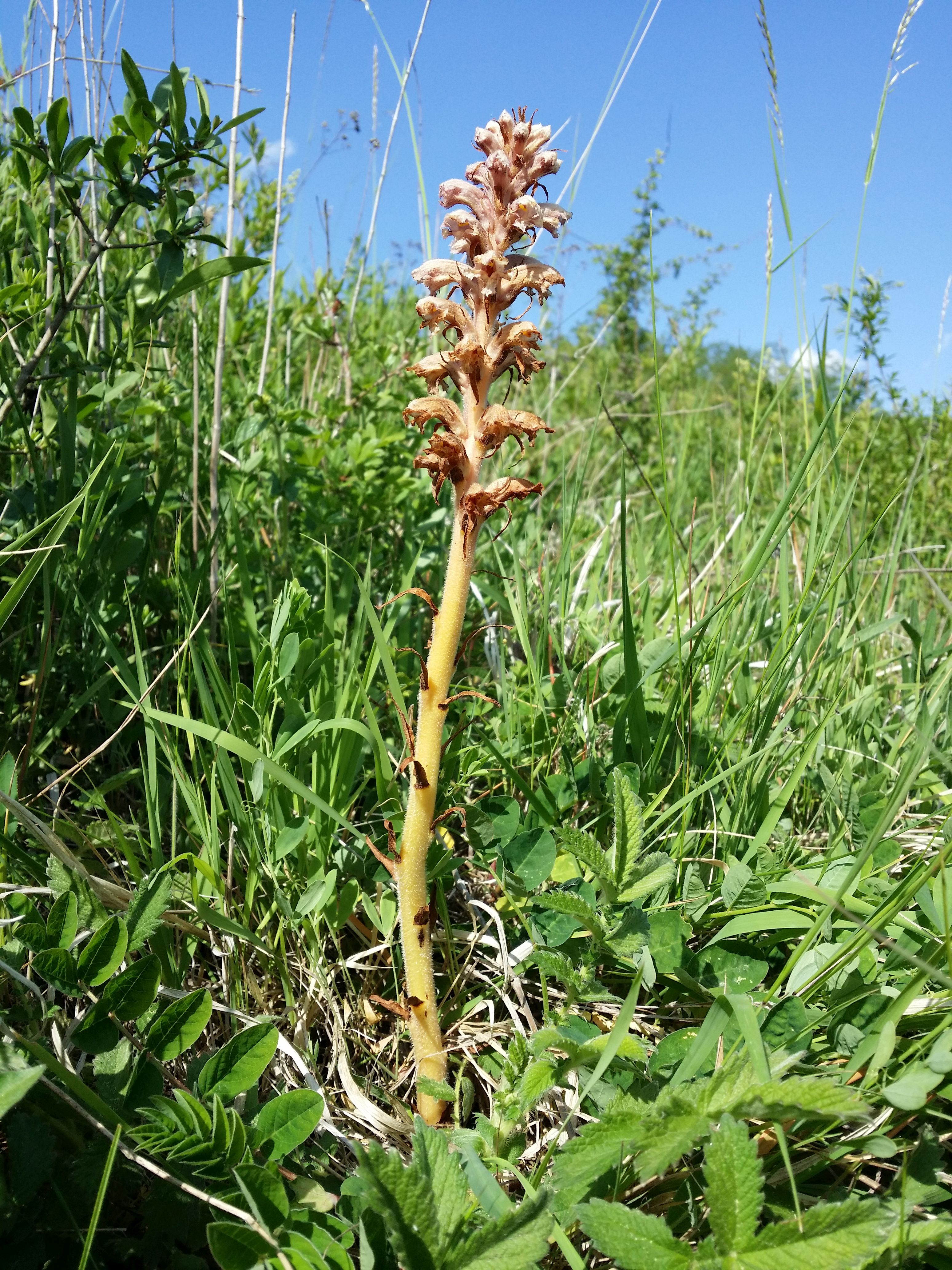
Orobanche d'Alsace en fleurs.

La floraison a lieu en juin et en juillet. C'est une géophyte à bulbe. L'espèce est principalement parasite de Peucedanum cervaria, mais parasite aussi parfois d'autres Ombellifères. Des bourgeons adventifs peuvent se développer sur les suçoirs, et ainsi permettre la multiplication végétative de la plante.

## Habitat et écologie
Elle pousse au milieu des taillis, dans les lisières forestières thermophiles, sur sol calcaire ; cette espèce a été notée entre 100 et 1 500 m d'altitude.

## Répartition
Son aire de répartition est eurosibérienne : elle est présente en Europe centrale et médiane, en Asie médiane. En France, elle est surtout présente dans l'est et le sud-est : en Alsace, en Lorraine, dans le sud-est, jusque dans le Gard. Elle est très rare en Bourgogne.

## Menaces et conservation
Sa présence est très limitée en France. L'Orobanche d'Alsace peut être victime d'une mauvaise gestion des lisières et clairières. L'espèce est inscrite sur la Liste rouge de la flore vasculaire de France métropolitaine. Elle est classée « en danger critique d'extinction » (CR) en Centre-Val de Loire et Lorraine, et « en danger » (EN) en Bourgogne.